# 昆陽の戦い
昆陽の戦い（こんようのたたかい、中国語：昆陽之戰）は、中国新代の地皇4年（西暦23年、または更始元年）豫州潁川郡の昆陽（現在の河南省平頂山市葉県）における新軍と緑林軍との間の戦いである。

## 概要
西暦8年、前漢から禅譲を受けて、新を建国し、年号を始建国元年とした王莽であったが、王莽の採った理想主義・懐古主義的な政策は当時の実情に合わず、次第に各地で反乱が勃発する。中でも赤眉軍及び緑林軍が有力な反乱勢力であった。
ここで南陽豪族の劉玄も緑林軍に加わり、地皇3年（22年）、同族の劉縯・劉秀兄弟も王莽による禅譲を「簒奪」として旗揚げし、やがて緑林軍は農民・豪族連合軍となる。劉縯は、納言将軍荘尤（厳尤）、秩宗将軍陳茂が率いる新軍を撃破して、荊州は宛（南陽郡）を脅かした。この城攻めの間に皇帝として劉玄が立てられ（すなわち更始帝）、劉縯は大司徒に劉秀は太常偏将軍に拝される。
それに対して新は、地皇4年（23年）3月、劉兄弟ら更始軍を討伐するために、大司空王邑、大司徒王尋が100万と号した兵（実数は40万程度とされる）を率いて出陣した。同年5月、王邑らの軍は潁川郡に入り、荘尤らの残軍がそれに合流した。対する劉秀軍は数千の兵しかなく、成国上公王鳳、廷尉大将軍王常ら他の更始軍と共に、いったん昆陽城に逃げ込んだ。それでも城内には、8千から9千の兵しかなかった。この危地に劉秀は周囲から策を委ねられると、王鳳・王常に昆陽城の守備を任せ、驃騎大将軍宗佻、五威将軍（中郎将の説もあり）李軼ら13騎で城外へ脱出し、郾・定陵（いずれも潁川郡）で兵を集めた。
一方、新の陣営では、荘尤が、劉縯を討ち取ることが重要であるとして宛への進軍を進言したが、王邑らは聞かず、まず昆陽を包囲した。また、昆陽に立て篭もっていた王鳳らが降伏しようとすると、王邑はこれを赦さず、さらに包囲を強める。荘尤は、戦意を失っている敵に対しては、逃げ道を一方向だけ作るべきである旨を進言したが、これも受け入れられなかった。その結果、王鳳らは必死になって新軍に抵抗するしかなかった。
昆陽攻略に梃子摺っている間に、5月末に宛は劉縯により陥落し、さらに6月、劉秀が数千の援軍を引き連れて昆陽へ戻り、劉秀自ら歩兵・騎兵1千人余りを率いて、新の大軍の陣営から4,5里のところまで進軍してきた。王邑・王尋はこれを甘く見て、自ら1万人余りの軍を率いると、味方の軍勢に軽挙妄動を禁じた上で単独で劉秀軍に挑みかかった。しかし劉秀の果敢な戦いぶりの前に、王邑・王尋の軍は撃破されてしまう。さらに劉秀は、宛が落ちたことを知らずに偽って「（劉縯らの）宛からの援軍が到着した」との知らせを昆陽に届けさせ、城内の士気を高めさせるとともに、王邑らを動揺させようと謀る。
そして劉秀は、決死隊3千を率い、昆陽城西の川を渡って、新の陣営の中核（「中堅」）へ突撃した。新軍は大軍ゆえにかえって対応できず、ここで王尋は戦死した。そこへ城内の漢軍も劉秀軍に呼応して出撃したため、挟撃された新軍は大混乱に陥り、王邑は指揮を放棄して逃走した。また、折からの強風豪雨に巻き込まれて、新軍は完全に崩壊・散乱し、王邑はわずか数千の兵で洛陽へたどり着いている。

## その後
昆陽の戦いでの結果は、当時の中国に於けるパワーバランスを一変させ、同じ年の内に更始軍の攻撃を受けて、王莽は殺害されて新は建国から僅か15年で滅亡することとなった。
また、昆陽の戦いの勝者であった更始政権内でも、更始帝及びその側近グループと劉兄弟との間で主導権争いが生じ、更始帝により劉縯は誅殺された。劉秀は河北平定と称して、更始政権から距離を置くようになり、25年に皇帝に即位し、漢を引き継ぐことを御旗とし、中国統一へ邁進することとなった。この劉秀すなわち光武帝の王朝を後漢と呼ぶ。

## 登場作品
小説
- 称好軒梅庵『光武大帝伝』2020年、日本のライトノベル、宙出版